# Schwarzmannshofen
Schwarzmannshofen ist ein Ortsteil der Gemeinde Bad Blumau in der Oststeiermark mit 82 Einwohnern (Stand 1. Jänner 2024).
Der Ort liegt nördlich der Rogner Therme Bad Blumau. Hinter dem Hügel des jetzigen Dorfes befand sich die Burg der Steinbacher, die aber bereits Ende des 12./Anfang des 13. Jahrhunderts verödete. Ursprünglich hieß das kleine Dorf Schwarzmeierhof und war im Jahre 1170 der Meierhof der Burg Steinbach. Einige Namen erinnern noch an die damalige Zeit. Der Wald hinter dem Dorf heißt heute noch Burgstall und an anderer Stelle die Kellergraben, so wie der Bach durch das Dorf der Steinbachgraben. Der Kreuzriegel in der Dorfmitte mit dem Dorfkreuz und den drei Kastanienbäumen wurde im Jahr 1908 errichtet. (Die Kastanienbäume wurden 2011 entfernt.)
In den Jahren 1987 und 2007 wurde der Bildstock von der Dorfgemeinschaft renoviert. Bis zur Jahrtausendwende zum 3. Jahrtausend dominierte vorrangig die Landwirtschaft. 1968 wurde der naheliegende Fluss, die Safen, reguliert; 1997 wurde die Landesstraße 401 auf den Ortsrand verlegt.
Durch die Eröffnung der naheliegenden Rogner Therme Bad Blumau, gestaltet von Friedensreich Hundertwasser im Jahre 1997, entwickelte sich der Tourismus rasant. Im Verhältnis zur Einwohnerzahl hat Schwarzmannshofen die meisten Gästebetten in der Gemeinde.

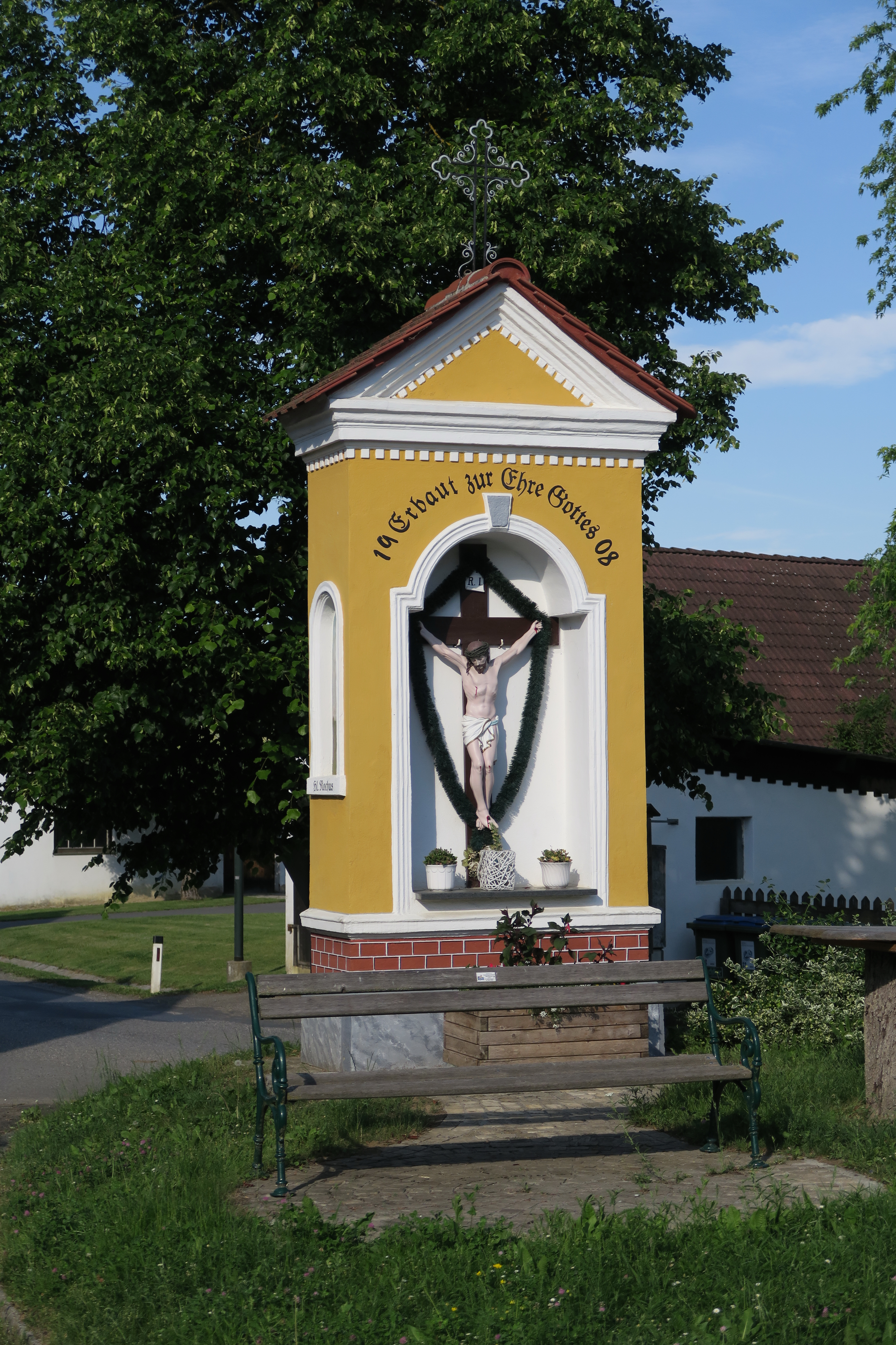
Wegkapelle Schwarzmannshofen
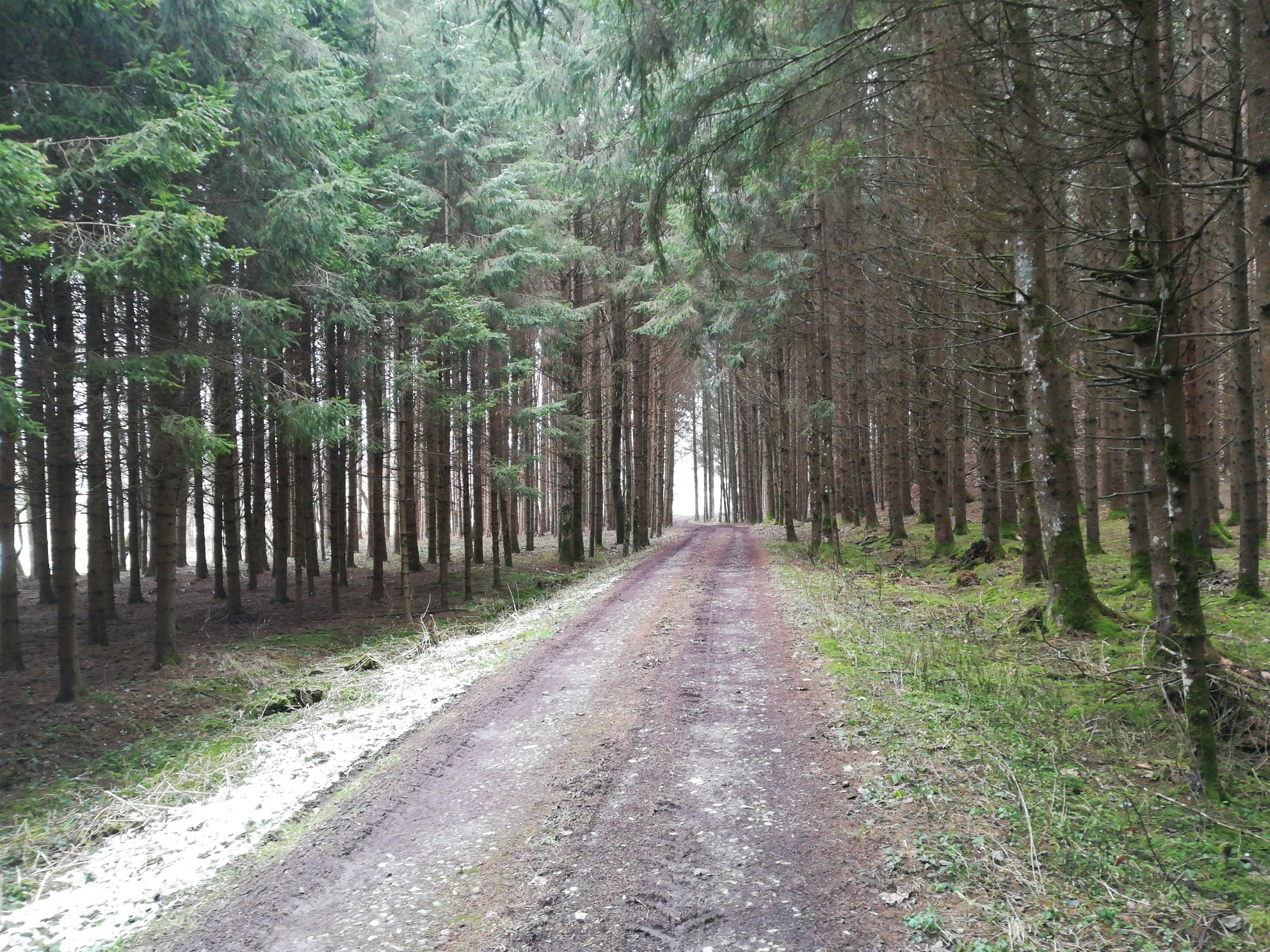
Burgstallweg